# Turritella terebra
Turritella terebra, tức ốc tháp lớn hay ốc giáo, là một loài ốc biển, là động vật thân mềm chân bụng sống ở biển thuộc họ Turritellidae.

## Hình ảnh

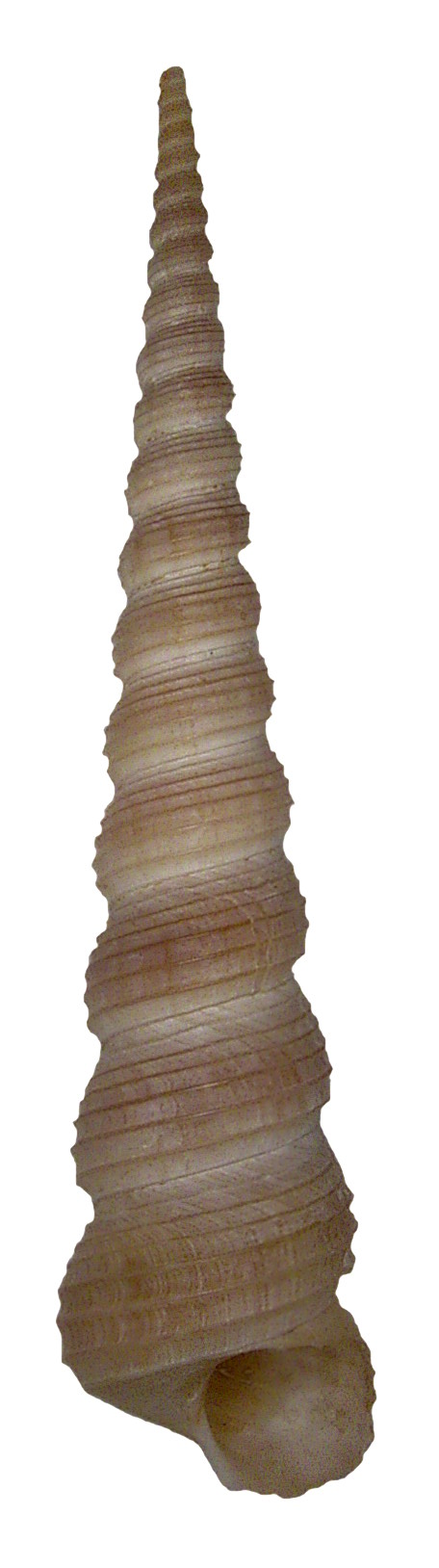
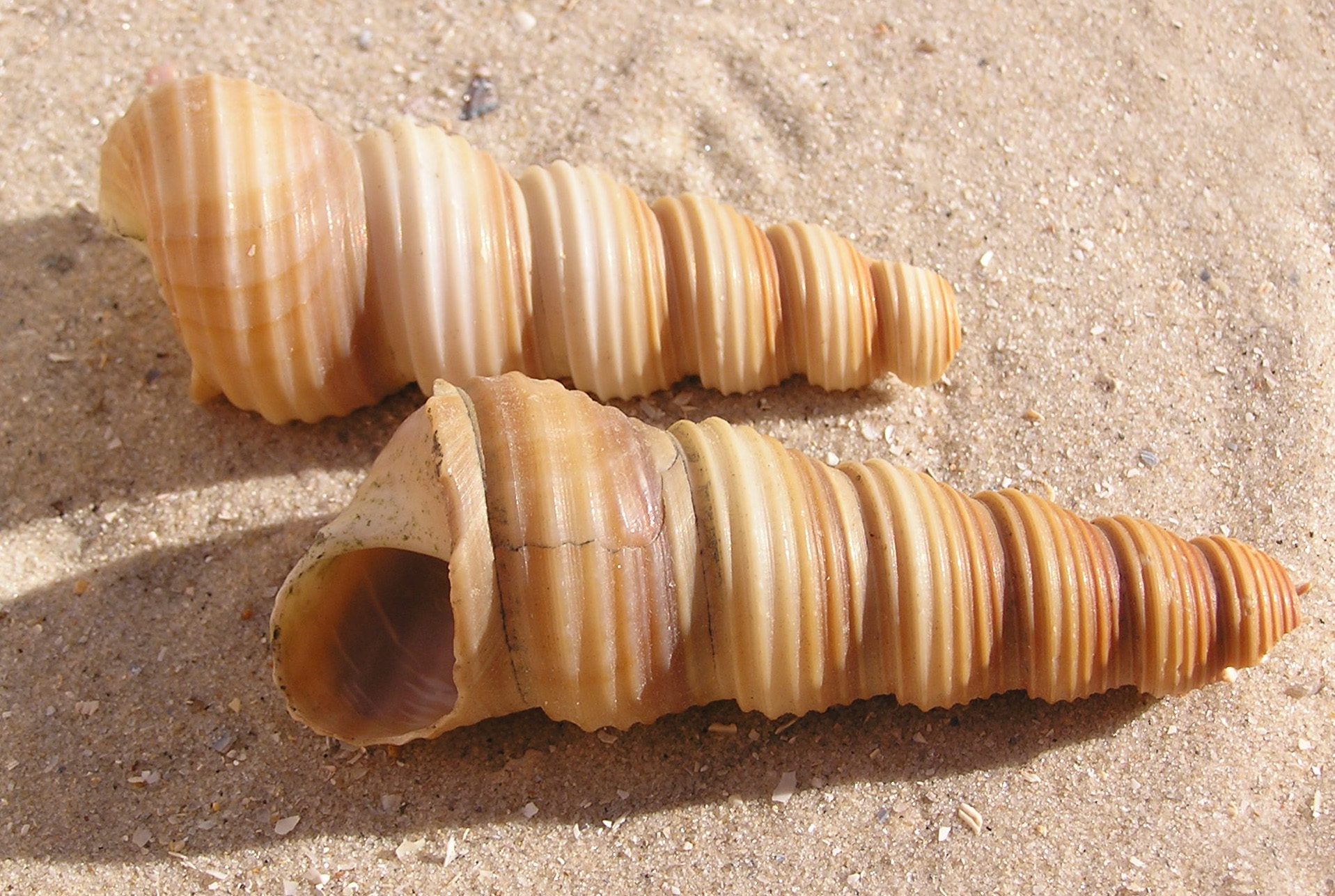
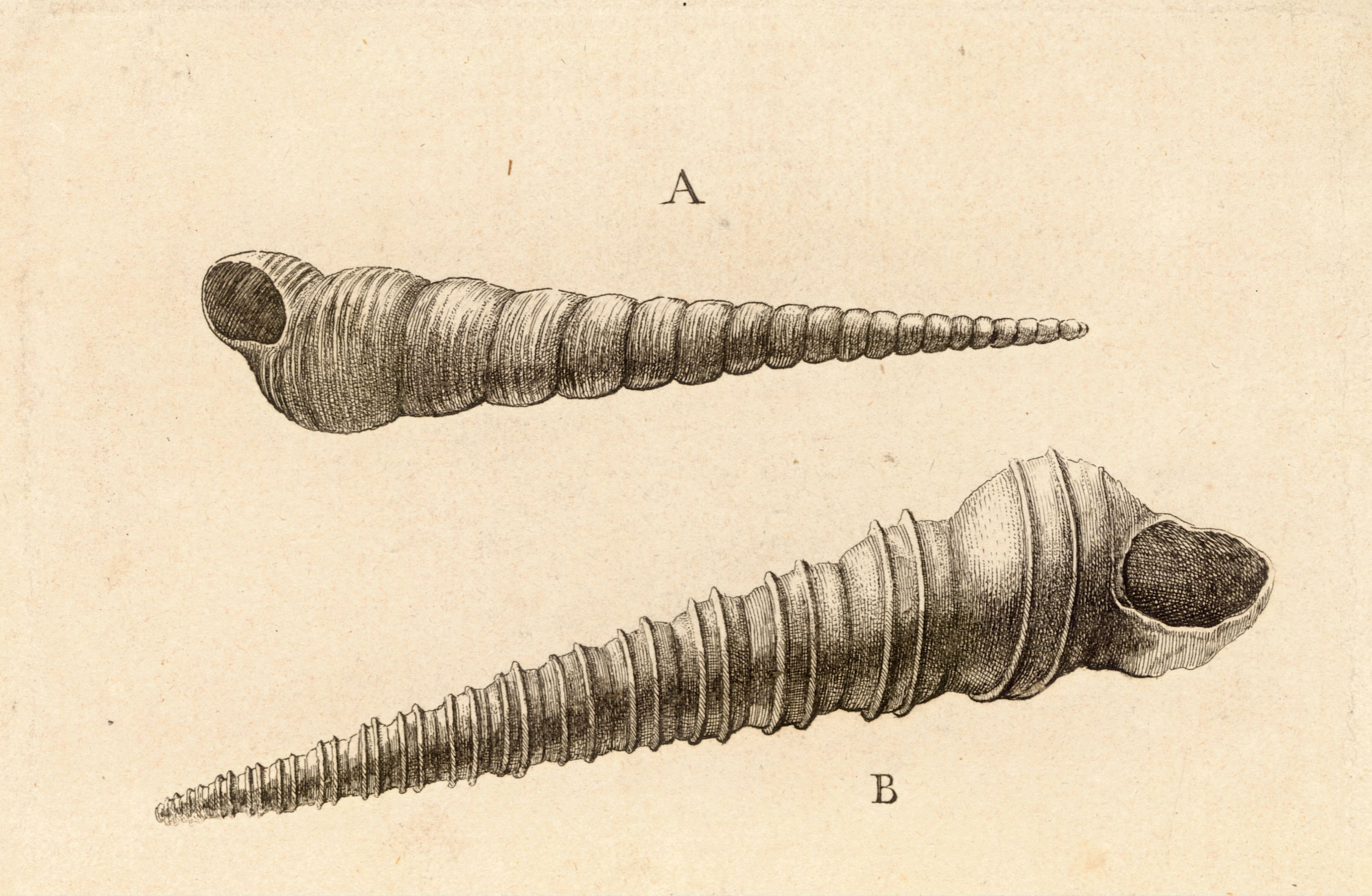
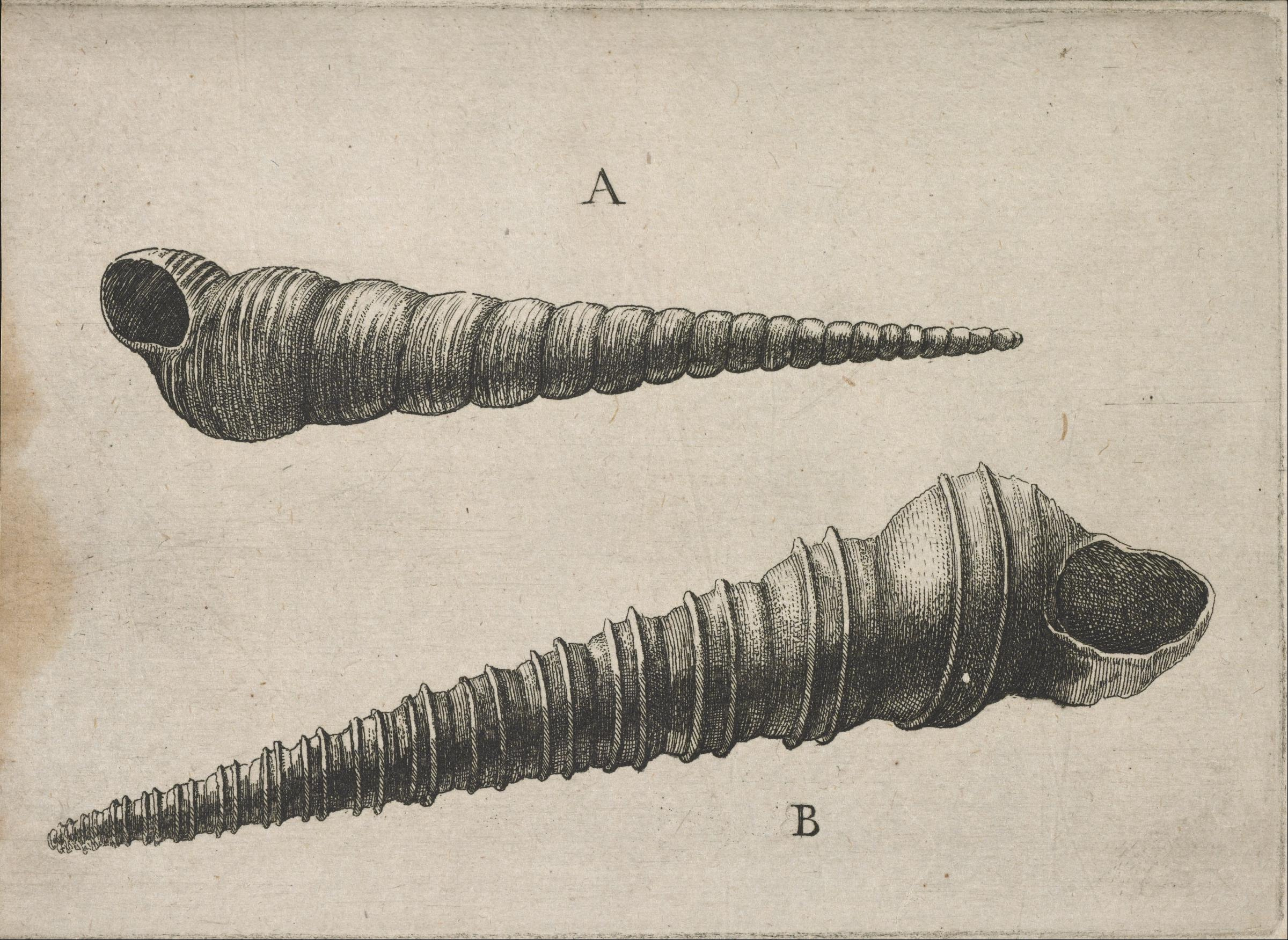